# Varanus giganteus
Varanus giganteus este o specie de reptile din genul Varanus, familia Varanidae, descrisă de Gray 1845. Conform Catalogue of Life specia Varanus giganteus nu are subspecii cunoscute.

## Galerie

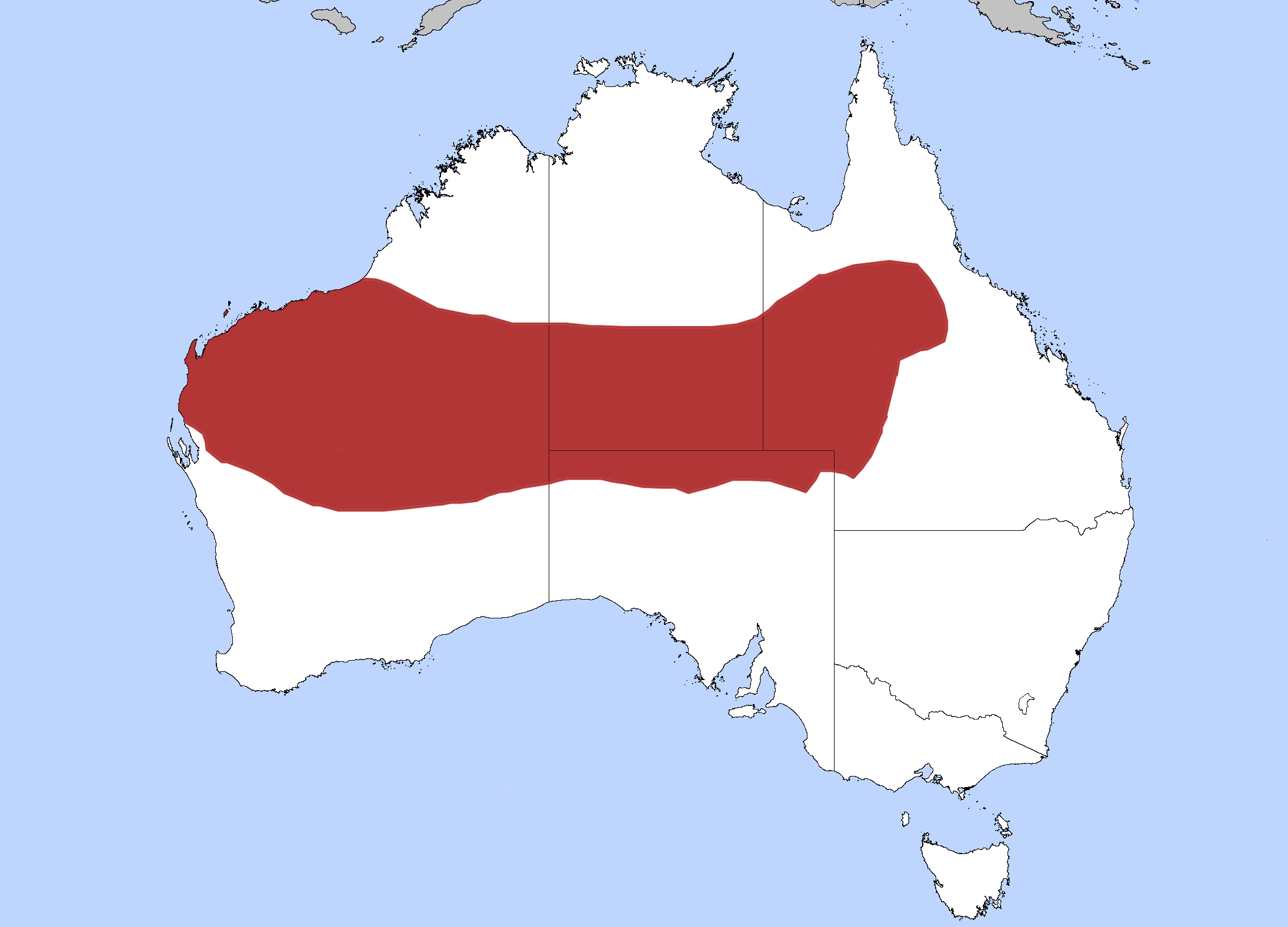
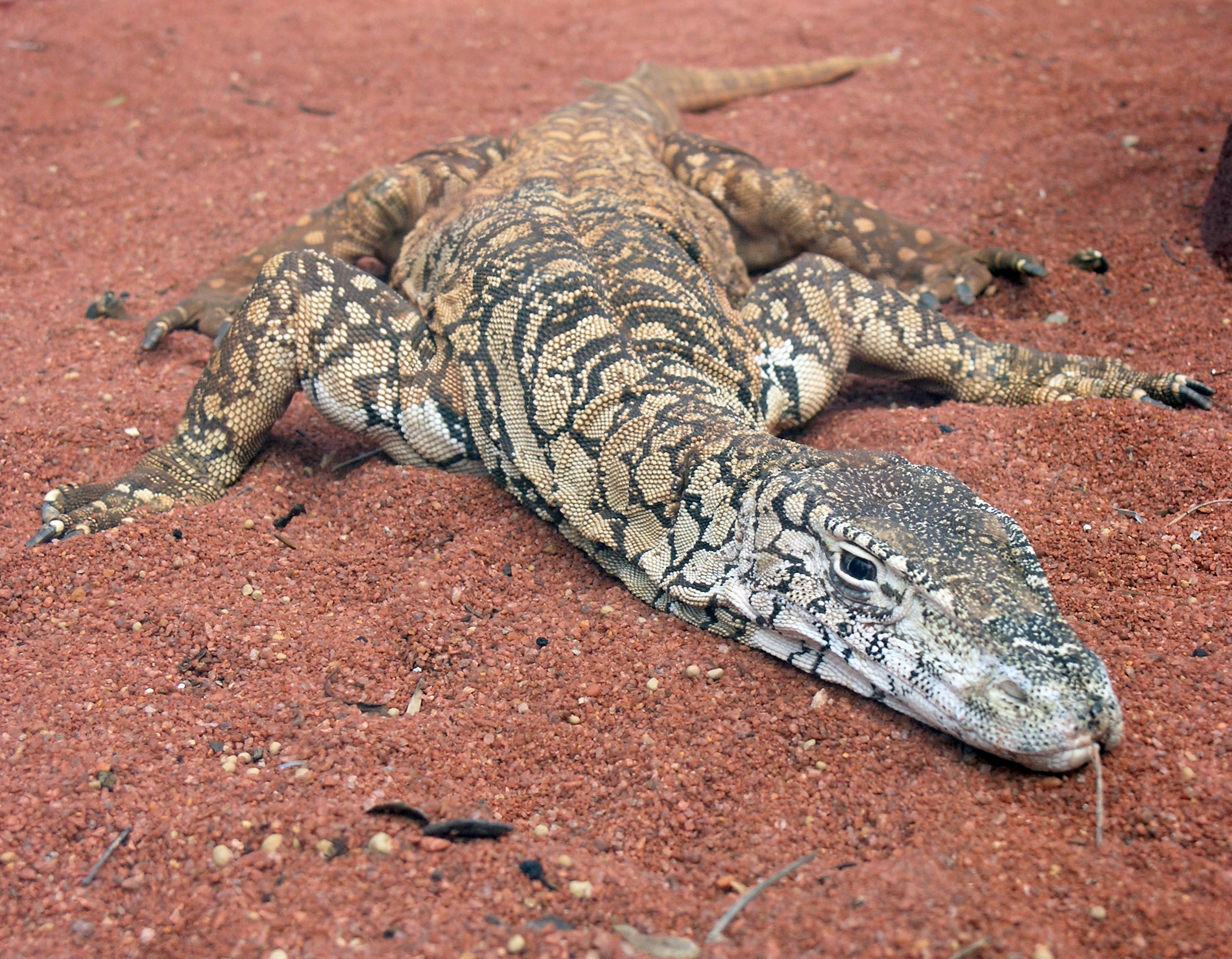
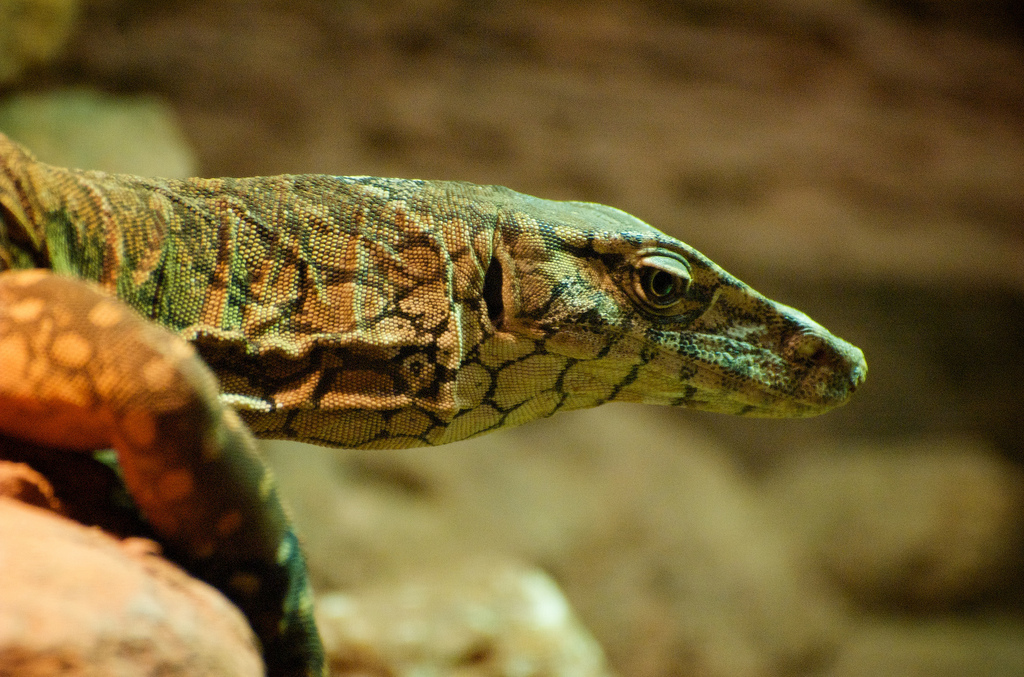
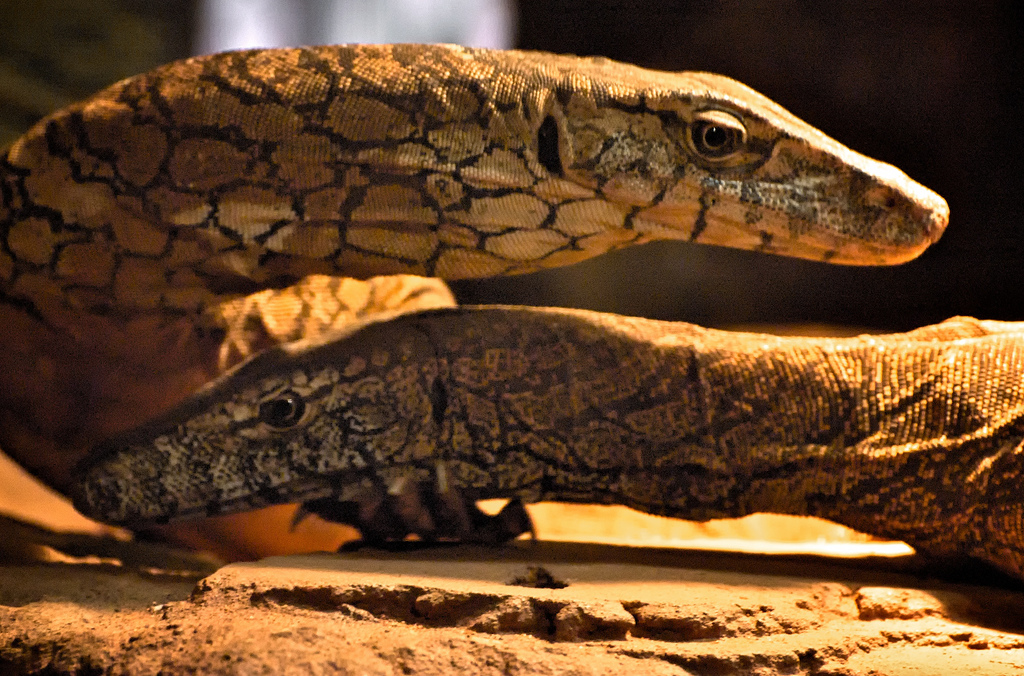
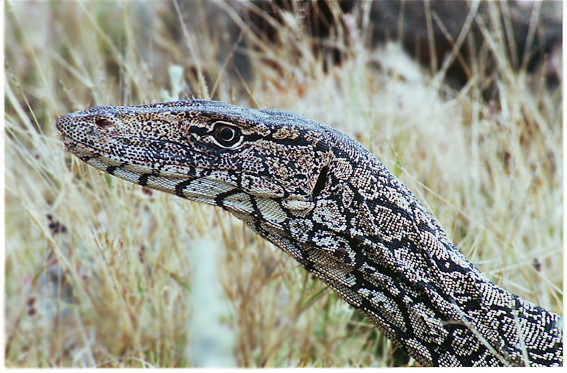
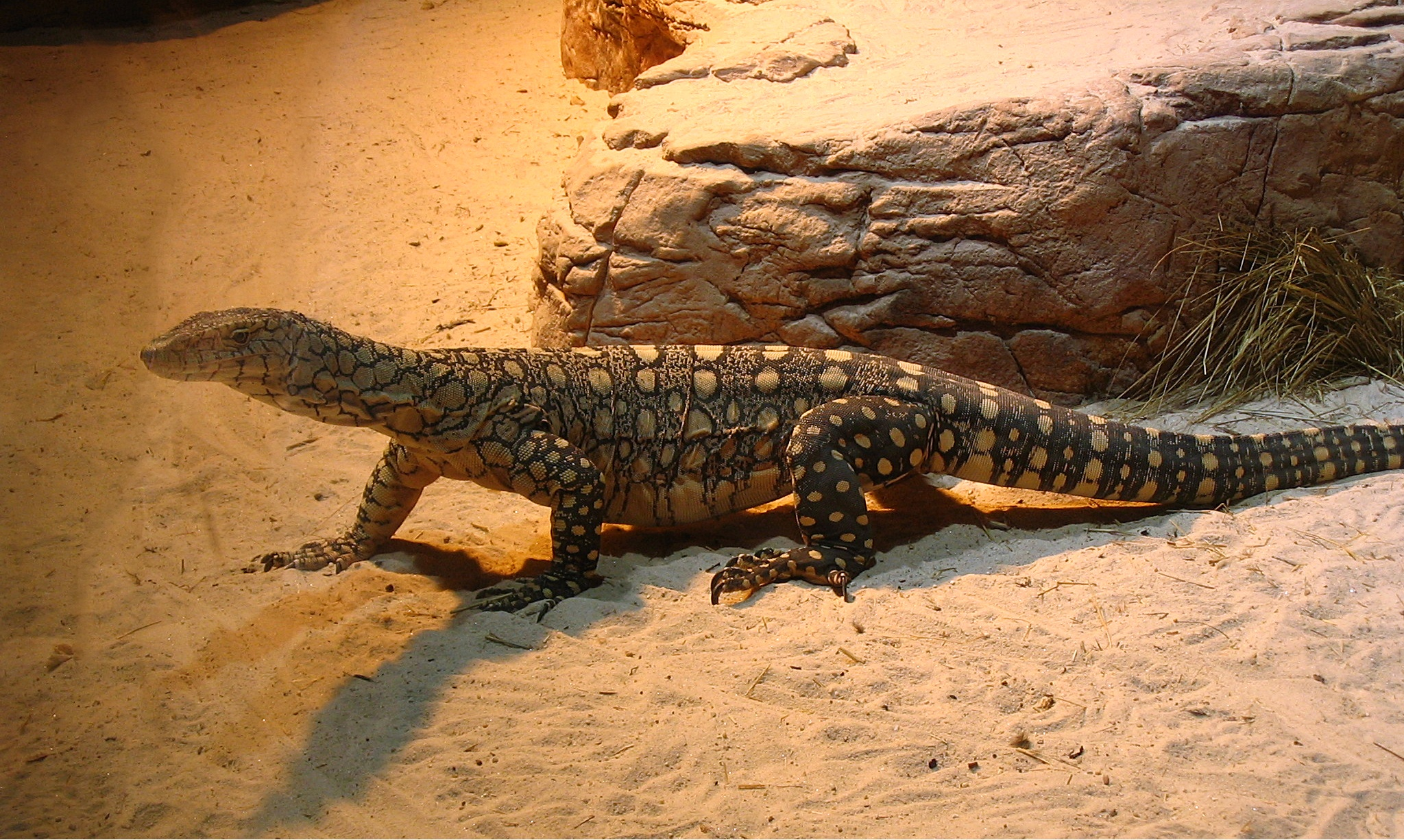